# Річард Петерсон
Річард Петерсон (англ. Richard Peterson, 1972, США) — американський поведінковий економіст і психіатр, співзасновник та генеральний директор консалтингової компанії MarketPsych. Петерсон відомий своєю роботою в галузі комп'ютерного моделювання фінансових ринків та прогнозування фінансових ринків. Також є розробником програмного забезпечення для сканування та аналізу засобів масової інформації, соціальних мереж та блогів. Проводив нейроекономічні дослідження та створив зображення мізків піддослідних під час гри в торгівлю.

## Життя
Особисте життя та інформація про сім'ю Петерсона не є загальновідомими. Відомо лише те, що Річард народився в США в 1972 році, одружений та має двох доньок. Проживає з сім'єю в Каліфорнії.
У період з 1991 по 1995 роки навчався в Техаському університеті, закінчив його з відзнакою, здобувши ступінь бакалавра з електротехніки. Для розуміння поведінки інвесторів, у 1996 році вступив до того ж університету, провчившись до 2000 року, здобув ступінь бакалавра та доктора медицини. У 2003—2004 роках брав участь в роботі дослідницької групи та проводив постдокторські нейроекономічні дослідження в Стенфордському університеті, а також є запрошеним професором у Клермонтському університеті. Сертифікований психіатр. Є помічником редактором «Журналу поведінкових фінансів».
У 2007 році видав книгу «Всередині мозку інвестора: сила розуму над грошима» (англ. «Inside the Investor's Brain: The Power of Mind Over Money» (Jonh Wiley & Sons)), яка є покроковою інструкцією по самостійному фінансовому психоаналізу. Наступною була книга «MarketPsych: як впоратися зі страхом і стати інвестором» (англ. «MarketPsych: How to Manage Fear and Build Your Investorr Identity» (Jonh Wiley & Sons)), випущена 2010 року у співавторстві з Франком Мутрою (співзасновник компанії MarketPsych). У 2016 році Петерсон опублікував книгу «Торгівля на основі настроїв: влада розуму над ринками» (англ. «Trading on Sentiment: The Power of Minds Over Markets»), у якій досліджує науку про психологію натовпу та демонструє, як керування емоціями допомагає провідним інвесторам перевершити результат.
Він є радником з питань інвестицій та фінансових рішень. Петерсон розробив тести фінансової особистості, які були опублікованими в підручниках і академічних журналах. З'являвся в CBS Evening News, CNBC, NPR, BBC, Wall Street Journal, Financial Times, and Harvard Business Review.

## Кар'єра
Петерсон, окрім консультанта, є співзасновником та генеральним директором консалтингової компанії MarketPsych, створеної в 1998 році. MarketPsych включає MarketPsych Data (дані про фінансові настрої, отримані з новин та соціальних медіа), MarketPsych (консультування та навчання з поведінкової економіки), та MarketPsych Capital (управління активами на основі кількісної психології).
Компанія проводить моніторинг мільйонів новинних статей, соціальних медіа, стенограм, документів і пресрелізів. Усі основні активи для інвестування відстежуються місцевими мовами, включаючи глобальні облігації, фондові індекси, валюти, товари та криптовалюти.
Дані, оброблені NLP, збираються в режимі реального часу в канали із часовими рядами, що охоплюють шум активів, суперечки ESG, фінансові та глобальні події, упередження, емоції та теми. Після цього, за допомогою запатентованого механізму обробки природної мови на основі штучного інтелекту, дані витягують у прості щоденні сигнали, які є корисними для прогнозування цін і управління ризиками. Результати оприлюднюються та оновлюються щохвилини.
MarketPsych обслуговує та консультує міжнародні фонди, корпорації, банки та брокерські компанії в понад 25 країнах.

## Книги
- Inside the Investor's Brain: The Power of Mind over Money, Wiley, John & Sons, July 2007, ISBN 978-0-470-06737-6
- MarketPsych: How to Manage Fear and Build Your Investor Identity, Wiley, John & Sons, September 2010, ISBN 978-0-470-54358-0
- Trading on Sentiment: The Power of Minds over Markets. Wiley, John & Sons: New York, March 2016, ISBN 978-1119122760

## Статті в академічних журналах та розділи підручника
- Петерсон Р. (2007). «Вплив і прийняття фінансових рішень: як нейронаука може інформувати учасників ринку» Журнал поведінкових фінансів, v8, n2.
- Петерсон Р. (2005). «Інвестиційні уроки нейронауки: ФМРТ системи винагород». Бюлетень досліджень мозку. v67, n5, 391—397.
- Кнустон Б, Тейлор Дж., Кауфиан М, Петерсон Р, Дональд Г. (2005). «Розподілене нейронне представлення очікуваної вартості» Журнал нейронаук, 25, 4806-4812.
- Кнустон Б & Петерсон Р. (2005). «Нейронна реконструкція очікуваної корисності» Ігри та економічна поведінка. 52, 305—315.
- Петерсон Р. (2002). «Купуйте на чутках: очікуваний вплив і поведінка інвестора» Журнал психології та фінансових ринків, v3, n4.[4]

- Петерсон Р. (2014). «Нейрофінанси» Розділ 23 Поведінкових фінансів. Ред. Бейкер і Ріккарді. John Wiley & Sons: Нью-Йорк.
- Петерсон Р. (2010). «Нейроекономіка та нейрофінанси» Розділ 5 Поведінкових фінансів: інвестори, корпорації та ринки.[5] Ред. Бейкер і Нофсінгер. John Wiley & Sons: Нью-Йорк.
- Петерсон Р. (2005). «Купуйте на чутках і продавайте на новинах» Розділ 30 підручника «Управління ризиками»,[6] Elsevier Publishing.